# سالدا (تاگیل)
سالدا (به لاتین: Salda) یک رود در روسیه است که در استان سوردلوفسک واقع شده‌است.